# كاكا أباد عليا
كاكا أباد عليا هي قرية في مقاطعة سميرم، إيران. عدد سكان هذه القرية هو 63 في سنة 2006.